# Mankivka, Berșad
Mankivka (în ucraineană Маньківка) este localitatea de reședință a comunei Mankivka din raionul Berșad, regiunea Vinnița, Ucraina.

## Demografie
Componența lingvistică a localității Mankivka
     Ucraineană (98,6%)
     Rusă (1,21%)
     Alte limbi (0,12%)
Conform recensământului din 2001, majoritatea populației localității Mankivka era vorbitoare de ucraineană (98,6%), existând în minoritate și vorbitori de rusă (1,21%).